# Garante europeo della protezione dei dati
Il Garante europeo della protezione dei dati (GEPD) è un'autorità di sorveglianza indipendente il cui obiettivo primario è garantire che le istituzioni e gli organi dell'UE rispettino il diritto alla vita privata e alla protezione dei dati in sede di trattamento dei dati personali e di elaborazione di nuove politiche.
Giovanni Buttarelli e Wojciech Wiewiórowski sono stati designati rispettivamente Garante europeo della protezione dei dati (GEPD) e Garante aggiunto, con decisione comune del Parlamento europeo e del Consiglio. Nominati per un quinquennio, hanno assunto le proprie funzioni 4 dicembre 2014.
Il 20 agosto 2019, il Garante Buttarelli decede a Milano, lasciando la carica vacante.
Il 6 dicembre 2019 Wojciech Wiewiórowski è entrato in carica come Garante europeo della protezione dei dati. È stato nominato per un mandato di durata quinquennale con decisione congiunta del Parlamento europeo e del Consiglio.
Il regolamento (UE) 2018/1725 definisce i doveri e i poteri del Garante europeo della protezione dei dati (capo IV), nonché l’indipendenza istituzionale del GEPD in qualità di autorità di controllo. Definisce altresì le norme relative alla protezione dei dati nelle istituzioni dell’UE.

## Attività del Garante
In pratica, le attività del GEPD possono essere suddivise in tre ruoli principali: supervisione, consultazione e cooperazione.
Supervisione
Nel ruolo di "supervisione", il compito fondamentale del GEPD è controllare il trattamento dei dati personali nelle istituzioni e negli organi dell'UE. Il GEPD agisce in cooperazione con i responsabili della protezione dei dati (RPD) presenti in ciascuna istituzione e ciascun organo dell'UE. Il RPD deve informare il GEPD di tutte le operazioni di trattamento che riguardano dati personali sensibili o che potrebbero porre altri rischi specifici. Il GEPD analizza quindi questo trattamento in relazione al regolamento per la protezione dei dati ed emana un parere in materia di controllo preventivo. Nella maggior parte dei casi, questo esercizio porta a una serie di raccomandazioni che l'istituzione o l'organo devono attuare per garantire il rispetto delle norme in materia di protezione dei dati.
Nel 2009, ad esempio, il GEPD ha adottato più di 100 pareri in materia di controllo preventivo, riguardanti principalmente questioni relative a dati sanitari, valutazione del personale, assunzioni, gestione del tempo, strumenti di registrazione telefonica e indagini di sicurezza. Tali pareri sono pubblicati sul sito web del GEPD e la loro attuazione è monitorata in modo sistematico.
L'attuazione del regolamento sulla protezione dei dati nell'amministrazione dell'UE è controllata attentamente anche attraverso l'inventario regolare degli indicatori di rendimento, che interessa l'insieme delle istituzioni e degli organi dell'UE. In aggiunta a questo esercizio generale di controllo, il GEPD svolge anche ispezioni in loco per accertare il rispetto delle regole nella pratica.
Il ruolo di supervisione del GEPD prevede anche l'esame delle denunce presentate dal personale dipendente dell'UE o da qualsiasi persona che ritenga che i propri dati personali non siano stati trattati con il dovuto rispetto da un'istituzione o da un organo dell'UE. Tra gli esempi di denunce si annoverano presunte violazioni della riservatezza, l'accesso ai dati, il diritto di rettifica, la cancellazione dei dati, e l'eccessiva raccolta o l'uso illegale di dati da parte del controllore.
Il GEPD ha anche sviluppato altre forme di supervisione, fra cui la consulenza su misure amministrative e l'elaborazione di orientamenti tematici.
Consultazione
Nel ruolo "consultivo", il GEPD consiglia la Commissione europea, il Parlamento europeo e il Consiglio dell'Unione europea su materie inerenti alla tutela dei dati in diversi settori politici. Questo ruolo consultivo riguarda le proposte di nuove norme nonché altre iniziative che possono riguardare la tutela dei dati personali nell'UE. Di solito si traduce in un parere formale, ma il GEPD può anche offrire indicazioni sotto forma di osservazioni o documenti orientativi. Anche gli sviluppi tecnologici che hanno un impatto sulla tutela dei dati sono controllati nell'ambito di questa attività.
Alcune recenti questioni importanti cui il GEPD ha prestato un'attenzione speciale includono l'accordo "TFTP-SWIFT" sull'accesso alle informazioni finanziarie, la revisione della direttiva "e-Privacy" sulle comunicazioni elettroniche, gli sviluppi relativi al programma di Stoccolma sulle politiche concernenti la giustizia e gli affari interni, la revisione dei regolamenti Eurodac e Dublino sulla politica in materia di asilo, e l'accesso del pubblico ai documenti.
Il GEPD sta seguendo attentamente altresì la revisione in corso del quadro giuridico per la protezione dei dati, finalizzata all'ammodernamento della direttiva sulla tutela dei dati (95/46/CE) in risposta alla nuova globalizzazione e alle sfide tecnologiche. La realizzazione di questo obiettivo fondamentale sarà un tema prioritario dell'agenda del GEPD nei prossimi anni.
Nell'ambito del suo ruolo consultivo, il GEPD interviene anche in casi pendenti dinanzi alla Corte di giustizia dell'Unione europea che sono pertinenti per la sua missione. Nel giugno 2009, ad esempio, è intervenuto in un caso concernente il rapporto fra trasparenza e tutela dei dati (la cosiddetta causa "Bavarian Lager" Archiviato il 9 marzo 2012 in Internet Archive.).
Cooperazione
Il GEPD coopera con altre autorità garanti della protezione dei dati per promuovere un approccio coerente alla tutela dei dati in tutta l'Europa.
La principale piattaforma di cooperazione fra le autorità garanti della protezione dei dati in Europa è il Comitato europeo per la protezione dei dati (EDPB) che ha sostituito il Gruppo dell'articolo 29 per la tutela dei dati. Il GEPD partecipa alle attività del comitato che svolge un ruolo importante nell'applicazione uniforme della direttiva sulla tutela dei dati. Il GEPD e il gruppo hanno cooperato in modo efficace su diverse questioni, ma in particolare sull'attuazione della direttiva sulla tutela dei dati e sulle problematiche sollevate dalle nuove tecnologie. Il GEPD ha anche sostenuto fortemente le iniziative intraprese al fine di garantire che i flussi di dati internazionali rispettino i principi europei in materia di tutela dei dati.
Uno dei principali compiti di cooperazione del GEPD riguarda Eurodac, dove le responsabilità della supervisione sono condivise con le autorità nazionali garanti della tutela dei dati.
Il GEPD coopera con le autorità garanti della tutela dei dati nel quadro dell'ex "terzo pilastro" – la cooperazione in materia di polizia e giudiziaria – e con il gruppo di lavoro sulla polizia e la giustizia.
La cooperazione ha luogo anche attraverso la partecipazione a due importanti conferenze annuali sulla tutela dei dati: una Conferenza europea che riunisce le autorità garanti della tutela dei dati degli Stati membri dell'UE e il Consiglio d'Europa, e una Conferenza internazionale cui partecipa una vasta gamma di esperti in materia di protezione dei dati, del settore sia pubblico che privato.

## Cronologia Garanti
| Mandato   | Garante             | Garante aggiunto      |
| --------- | ------------------- | --------------------- |
| 2004-2009 | Peter Hustinx       | Joaquín Bayo Delgado  |
| 2009-2014 | Peter Hustinx       | Giovanni Buttarelli   |
| 2014-2019 | Giovanni Buttarelli | Wojciech Wiewiórowski |

## Testi giuridici
- Regolamento (CE) n. 45/2001 del 18 dicembre 2000 concernente la tutela delle persone fisiche in relazione al trattamento dei dati personali da parte delle istituzioni e degli organismi comunitari, nonché la libera circolazione di tali dati (GU L 8 del 12.01.2001, pag. 1), su edps.europa.eu. URL consultato l'11 marzo 2011 (archiviato dall'url originale l'8 giugno 2011).
- Direttiva 95/46/CE del Parlamento europeo e del Consiglio, del 24 ottobre 1995, relativa alla tutela delle persone fisiche con riguardo al trattamento dei dati personali, nonché alla libera circolazione di tali dati (GU L 281 del 23.11.1995, pag. 31), su edps.europa.eu. URL consultato l'11 marzo 2011 (archiviato dall'url originale l'8 giugno 2011).